# Anne Wibble
Anne Marie Wibble, född Ohlin den 13 oktober 1943 i Stockholm, död 14 mars 2000 i S:t Görans församling i Stockholm, var en svensk nationalekonom och politiker (folkpartist). Hon var ekonomie licentiat samt Sveriges första kvinnliga finansminister 1991–1994.

## Utbildning
Wibble avlade ekonomexamen vid Handelshögskolan i Stockholm och erhöll titeln civilekonom. Hon avlade senare även en ekonomie licentiatexamen.

## Karriär
Wibble arbetade som lärare vid Handelshögskolan i Stockholm under sex år. Hon var riksdagsledamot för Stockholms läns valkrets 1985–1997 samt finansminister 1991–1994. Hon fick som finansminister, tillsammans med riksbankschefen Bengt Dennis, hantera finanskrisen 1990–1994 i Sverige. Hon var som riksdagsledamot framför allt aktiv i finansutskottet, där hon var suppleant 1985–1986, ledamot 1986–1991 och 1994–1997 och vice ordförande 1986–1991. 
År 1995 kandiderade Wibble i Folkpartiets partiledarval när Bengt Westerbergs efterträdare skulle utses. Till slut stod valet på partiets landsmöte mellan henne och Maria Leissner, som vann den avgörande omröstningen med röstsiffrorna 81–77. Ett par år senare lämnade Wibble politiken och blev chefsekonom på Industriförbundet.

## Författarskap
I boken Två cigg och en kopp kaffe berättar Wibble personligt bland annat om de långa arbetsveckorna (70–80 timmar) under tiden som finansminister. Hon är känd för ha yttrat "alla svenskar borde ha en årslön på banken". Detta var avsett som en målsättning att långsiktigt sträva efter i syfte att stärka den enskildes frihet. Kommentaren väckte uppseende eftersom det ansågs vara en för många svenskar orealistisk vision.

## Familj
Wibble var dotter till Bertil Ohlin (ordförande Folkpartiet 1944–1967, professor i nationalekonomi Handelshögskolan i Stockholm 1929–1965, Sveriges Riksbanks pris i ekonomisk vetenskap till Alfred Nobels minne 1977). Hon följde i faderns fotspår med studier i nationalekonomi, där hon främst inriktade sig på arbetsmarknadsfrågor och som ideellt engagerad i Folkpartiet liberalerna. Hon hade före riksdagstiden kommunala uppdrag i Täby kommun, där hon bland annat var ordförande i skolstyrelsen. Hennes äldre bror är IT-forskaren Tomas Ohlin.
Wibble fick två döttrar, Petra och Monika, tillsammans med maken Jan Wibble (1943–2024). Hon avled år 2000 på Stockholms sjukhem till följd av bröstcancer som hade spridit sig genom kroppen till levern. Anne Wibble är gravsatt i minneslunden på Galärvarvskyrkogården i Stockholm.